# Lagoptera joiceyi
Lagoptera joiceyi är en fjärilsart som beskrevs av Louis Beethoven Prout 1924. Lagoptera joiceyi ingår i släktet Lagoptera och familjen nattflyn. Inga underarter finns listade i Catalogue of Life.